# 6-ty ostatni przystanek
6-ty ostatni przystanek – studyjny album polskiej grupy muzycznej Ich Troje. Wydawnictwo ukazało się 21 czerwca 2004 nakładem Universal Music Polska. W nagraniu udział wzięli: Michał Wiśniewski, Jacek Łągwa oraz Anna Świątczak.
Płyta 6-sty ostatni przystanek została wydana na zakończenie kariery zespołu Ich Troje. Członkowie grupy, określili ją jako „płytę pożegnalną”. Po wydaniu tej płyty Ich Troje zeszło na kilka miesięcy ze sceny muzycznej. Powrócili z nowym albumem 7 grzechów głównych.
Nagrania dotarły do 2. miejsca zestawienia OLiS. 15 września 2004 r. album uzyskał status złotej płyty.

## Lista utworów
1. „Szósty przystanek” 1:58
2. „Spojrzenia mówią wszystko” 3:37
3. „Jak mogłeś” 4:39
4. „Czerwona smycz” 4:07
5. „Homo homini lupus” 3:38
6. „Pytania i odpowiedzi” 3:14
7. „Don’t go west” (Nie jedź na zachód) 3:49
8. „Spadaj Wojtek” 3:22
9. „Rossie z Łodzi” 3:09
10. „Sexappeal” 3:52
11. „Taniec” 3:26
12. „Letnia piosenka o niczym ważnym” 3:46
13. „Skłamałem” 3:26
14. „Chciałabym” 3:39
15. „Requiem” 5:04
16. „Ostatni przystanek” 3:58